# SB/DV 32d sorozat
Az SB/DV 32d sorozat a Déli Vasút mellékvonali szertartályosgőzmozdony-sorozata volt, melynek egyes példányai a Duna–Száva–Adria Vasútnál (DSA) is tovább szolgáltak és e vasút állami kezelésbe vételével a mozdonyok a MÁV-hoz kerültek, ahol a 361 sorozatjelet kapták.

## Kifejlesztése
A Déli Vasút 22 db három kapcsolt kerékpárú kis mozdonyt szerzett be 1884 és 1907 között helyi érdekű vonalainak ellátására. A mozdonyok közül 12 db-ot a Floridsdorfi Mozdonygyár, 10 db-ot pedig a Bécsújhelyi Mozdonygyár készített. További 11 db készült a Barcs–Pakráci HÉV, 2–2 db pedig a Rohitschi HÉV és a Sulmtalbahn számára.

## Az első világháború után
Az első világháború után 1923-ban a Római Egyezmény osztotta fel a Déli Vasút járműállományát az utódállamok között. Az Déli Vasút 32d sorozatú mozdonyaiból
- 13 db az SHS-hez,
- 6 db a BBÖ-höz,
- 3 db a Déli Vasút magyarországi jogutódjához, a Duna–Száva–Adria Vasúthoz (DSA) került.

A HÉV-ek mozdonyai közül:
- a Rohitschi HÉV és a Barcs–Pakráci HÉV mozdonyai kivétel nélkül az SHS-hez,
- a Sulmtalbahn mozdonyai a BBÖ-höz került.

### Ausztria
A BBÖ a mozdonyokat 394.01–08 pályaszámokkal sorozata be állagába, de a Déli Vasút-eredetű gépeket már 1927-ben, Sulmtalbahn-eredetűeket pedig 1930-ban eladta a Graz–Köflacher Bahn (GKB) részére. A GKB ez utóbbi két mozdony kivételével a többit 1934-ig kiselejtezte. A két megmaradt gépet az 1950-es években iparvállalatoknak adták el.

### Jugoszlávia
A Szerb–Horvát–Szlovén Királyság vasútja, az SHS változatlan sorozat- és pályaszámokon üzemeltette tovább a mozdonyokat, illetve néhányat leselejtezett. Utódja, a JDŽ 1933-ban a megmaradtaknak a 151-001–018 sorozat- és pályaszámokat adta. A második világháború alatt a mozdonyok a DRB-nél a 98.7041–7046 és 7051 pályaszámokat viselték, illetve két mozdony az StLB-hez került. A járművek a második világháború után visszatértek a JDŽ-hez, amely 03-014–015 pályaszámokkal sorozta be állagába. A mozdonyok közül hármat is megőriztek.

### Magyarország
A DSA az állagába került 32d 1801–1803 pályaszámú mozdonyokat nagyobb állomásokon tolatószolgálatban, illetve a brennbergi bányavasút kiszolgálására használta. A DSA 1932-es állami kezelésbe vételével a mozdonyok rendre a 361,001–003 pályaszámokat kapták. A pályaszámtáblákon a „MÁV (Sud)” tulajdonjelzés szerepelt. A mozdonyok közül ekkor már csak egy üzemelt. A három 361-es közül kettőt 1935-ben, a harmadikat 1936-ban kiselejtezték.